# جيري جينس
جيري جينس (بالإنجليزية: Jerry Janes)‏ هو لاعب كرة قدم أمريكية شمالية ‏ كندي وأمريكي، ولد في 1 أبريل 1935 في Mooringsport, Louisiana ‏ في الولايات المتحدة، وتوفي في 11 أغسطس 2017 في سوري في كندا.

## وصلات خارجية
- جيري جينس على موقع JustSportsStats.com (الإنجليزية)